# Walter Tafelmaier
Walter Tafelmaier (* 13. Mai 1935 in München) ist ein deutscher Maler und Grafiker.

Von Walter Tafelmeier gestaltetes Stadtsignet Erlangen

## Werdegang
Walter Tafelmaier studierte ab 1957 Malerei und Grafik nach einer erfolgreich abgeschlossenen Meisterprüfung in der Malerlehre an der Akademie der Bildenden Künste München. Als Meisterschüler bei Franz Nagel machte er sein Abschlussdiplom im Jahr 1963. Walter Tafelmaier war von 1962 bis 1997 Lehrer am Berufsbildungszentrum für Bau und Gestaltung München. Er ist Mitglied der Münchener Secession.

## Arbeiten (Auswahl)
- 1976: Grafik Jura-Museum Willibaldsburg (Architekt: Karljosef Schattner)
- 1976: Stadtsignet Erlangen
- 1981: Plakate und Innengestaltung der Vitrinen des Stadtmuseums Ingolstadt im Kavalier Hepp (Architekt: Hans Straub)
- 1980: Grafik Ulmer Hof (Architekt: Karljosef Schattner, Jörg Homeier)
- 1982: Grafik Diözesanmuseum Eichstätt (Architekt: Karljosef Schattner, Jörg Homeier)

## Preise
- 1964: Förderpreis für Bildende Kunst der Landeshauptstadt München
- 1972: Preis bei der 4. Biennale für Druckgrafik, Krakau Bereich „Der Mensch und die Welt in unserer Zeit“
- 1973: 2. Preis bei Premio Miro, Barcelona Biennale für Handzeichnung
- 1974: Auszeichnung bei Premio Miro, Barcelona Biennale für Handzeichnung
- 1976: Preis Arts Council England, 5. Internationale Print Biennale Bradford
- 2004: Seerosenpreis der Stadt München
- 2015: Preis Junge Kunst des AK68, Wasserburg am Inn

## Ausstellungen (Auswahl)
- 1968: Kunstverein München, Aktion „Fingerfest“
- 1969: Kunstverein Ingolstadt
- 1971: Kunstverein Ingolstadt – Gesamtausstellung der Arbeiten 1964–1971
- 1972: Ernst Müller, HAP Grieshaber und Jürgen Spohn
- 1972: Goethe-Institut, New York – Zeichnungen
- 1972: Kunstverein Kassel mit Lothar Fischer und Heino Naujoks
- 1976: Braith-Mali-Museum, Biberach a. d. Riß
- 2004: Kunstpavillon München – Seerosenpreis mit Hubert Maier
- 2006: Städtische Galerie Erlangen – „furchenwendig“ Retrospektive 1956–2006
- 2007: Zur Welterwärmung mit Irma Hünerfauth und Peter Zeiler
- 2010: Reiffenstuelhaus, Pfarrkirchen – „warum? darum?“ Gemeinschaftsarbeit mit Simon Dittrich
- 2012: Messner Mountain Museum Sigmundskron – „Berg Heil“, Zeichnungen und Objekte
- 2013: Städtische Galerie Rosenheim – „Gemischtes Doppel“ mit Ingrid Hartlieb

## Bücher
- furchenwendig – Werkausschnitt von 1956–2006.
- Übergang – Werkausschnitt von 2000–2010.